# Zapasy na Igrzyskach Panarabskich 1997
Zapasy na igrzyskach panarabskich w 1997 odbywały się w dniach 21 – 27 lipca w Bejrucie.

## Tabela medalowa
|   | Państwo          |    |    |    | Razem: |
| - | ---------------- | -- | -- | -- | ------ |
| 1 | Syria            | 7  | 6  | 3  | 16     |
| 2 | Egipt            | 6  | 3  | 3  | 12     |
| 3 | Algieria         | 2  | 3  | 2  | 7      |
| 4 | Jordania         | 1  | 1  | 0  | 2      |
| 5 | Arabia Saudyjska | 0  | 1  | 4  | 5      |
| 6 | Liban            | 0  | 1  | 3  | 4      |
| 7 | Jemen            | 0  | 1  | 0  | 1      |
| 8 | Tunezja          | 0  | 0  | 1  | 1      |
|   | razem:           | 16 | 16 | 16 | 48     |

## Wyniki mężczyźni

### styl wolny
| Waga   | Złoto:                            | Srebro:               | Brąz:                     |
| 54 kg  | Umar Kidżawar                     | Abdallah Fazzani      | Yassin Al Orabi           |
| 58 kg  | Jamal El Ahmad                    | Mohamed Benhamadi     | Hiszam Mustafa            |
| 63 kg  | Ayman Al-Shalabi                  | Tarik Ibrahim         | Jabeur Dridi              |
| 69 kg  | Ahmad Al-Aosta                    | Jasin Dżakrir         | Walid al-Batawi           |
| 76 kg  | Mohammad Al-Khanati               | Ismail Aissa Cheikh   | Ahmad Faradż Abd ar-Rahim |
| 85 kg  | Muhammad al-Chudari               | Jalal Baker           | Mohamed Hakim             |
| 97 kg  | Mohamed Zayar                     | Muhammad Abd al-Munim | Moustafa Saleh            |
| 125 kg | Hiszam Abd al-Wahhab Abd al-Mumin | Anouar Edghim         | Salah Al-Zaharani         |

### styl klasyczny
| Waga   | Złoto:                | Srebro:             | Brąz:                |
| 54 kg  | Chalid al-Faradż      | Aszraf al-Gharabili | Mohamed Saadi        |
| 58 kg  | Sabir Mahmud Muhammad | Zakaria Al-Nashid   | Hecham Boudrif       |
| 63 kg  | Jasin Dżakrir         | Mohamed Elrashidi   | Yahya Ayoub          |
| 69 kg  | Abdelhakim Abu Snina  | Yasser Essaleh      | Abaas Yamany Moshen  |
| 76 kg  | Karam Dżabir          | Salah Ghalia        | Nour-Eddine Elhabesh |
| 85 kg  | Ajman Husni           | Sofiane Oudina      | Muhamad Mandou       |
| 97 kg  | Mohamed Hayek         | Nasser Bechara      | Nasr El-Chibani      |
| 125 kg | Muhammad as-Sajjid    | Hassan Ramdoun      | Salah Al-Zaharani    |